# 游離糖
游離糖是指食品和飲料在食品加工時加入的醣類（含熱量的甜味劑），美國和部分國家稱之為添加糖。兩者最大的差異點在於，游離糖還包含蜂蜜、糖漿和果汁中天然存在的糖；添加糖則側重加工這一環節。乳制品不列入游離糖或添加糖之範圍。

## 定義
按世界衛生組織的定義，游離糖是指「廠商、廚師或消費者添加到食品中的單醣和雙醣，加上蜂蜜、糖漿和果汁中天然存在的糖」，其中「單醣有一個醣分子，常見例子包括葡萄糖、半乳糖和果糖。雙醣有兩個糖分子，常見例子包括蔗糖、乳糖及麥芽糖」。世衛組織主張所謂原糖、非精製糖、天然糖都是非必要的名詞，這些全部都是游離糖。至於新鮮蔬果和奶類中的糖，世衛組織認為沒有證據證明食用此類糖有不利影響，故不在游離糖的定義內。尤其前者的糖有植物細胞壁包裹，消化更為緩慢，進入血液的時間比游離糖長。
游離糖屬於外源糖，而食物原本自有的醣則屬於內源糖。游離糖沒有營養價值，僅提供空有熱量。 這類醣無法以化學方法與食材本身自有的醣區別，但是此種分類可以協助消費者辨別食品加工後是否有另外添加熱量。

## 副作用
在各種疾病中，游離糖對齲齒的影響比其它非傳染性疾病大，2014年時消耗全球6至8%的醫療資源。其消費量，與攝入卡路里的高度，及與之而來的體重過重和肥胖症有正比關係。 該類醣同時是第二型糖尿病、高血壓和前述體重過重及肥胖症的危險因子。游離糖的食用量，通過複數途徑作用，也與青少年和成人的心血管疾病的發病率成正比。

## 添加糖
世界衛生組織命名相關糖組為「free sugars」，美國心臟協會命名為「added sugars」，前者中文翻譯為游離糖，後者為添加糖。世界衛生組織在2014年時指出添加糖一詞主要使用於美國和部分國家，其定義未有共識。兩者所指是同一組糖，但游離糖的定義更為精密。

### 美國反對游離糖定義
世衛組織在2002年提出嚴格的游離糖定義，並把人體每日的健康建議攝取量建議為每日總熱量10%以下時，立刻遭到美國食糖業界的猛烈攻擊。全美糖業協會致信該組織揚言若不撤回不科學的報告，會通過美國政府掐住世界衛生組織的經費。該協會連同六家大型食品企業，及可口可樂公司、百事公司等300多家企業組成的美國國際工商理事會，另外致信當時的美國衛生部長湯米·湯普森，要求發揮影響力讓世界衛生組織撤回報告。美國糖業曾經在1990年時施壓發表類似報告的世衛組織，但不成功，此次行動因美國共和黨執政，攻勢更為凌厲。美國政府寫了30頁的逐條批評。全美糖業協會另外還要求研究報告也應該包含對全球192個國家的經濟衝擊，美國軟飲料產業協會則主張飲用含糖飲料與肥胖症無關，側重引用單一論文主張人體每日可以攝取25%的添加糖。隨後該論文的機構致信衛生部長湯普森，表示論文遭曲解，該論文完全沒有添加糖攝取量建議。

### 美國的添加糖定義
美國在2016年5月20日時，定案食物包裝新標示，其中有必須標註添加糖的新規定。其關於添加糖的基本定義與世界衛生組織者相去不遠，但有部分放寬。美國食品藥品監督管理局定案添加糖的清單排除100%純果汁、100%冰凍濃縮果汁、果凍、果醬等製品。但是一旦前述製品成為其它食物的添甜劑時，仍列屬添加糖。該管理局相信消費者會理性按照包裝指示，譬如嚴謹按照指示比例，給100%濃縮果汁兌水稀釋飲用。另外含有乳糖的乾製或濃縮乳製品也不列屬添加糖，惟經過高濃度提純以添加到其它食物來增甜者除外。

### 排除果汁和濃縮果汁
果汁和濃縮果汁的納入或排除，是游離糖和添加糖在定義上最不同的地方。按2014年美國地區的研究評估，果汁飲料佔添加糖來源的8%。:422游離糖應該納入果汁和濃縮果汁是出於一般皆主張水果為健康食品，故會有認為飲用果汁和濃縮果汁必定同等有益健康的誤解。然而果汁的商品在製作流程中會去除雜質並進行過濾，降低纖維的攝取外，也失去部分的維生素。臺灣地區研究以柳橙為例，榨取柳橙汁，平均每顆得100毫升，須2.5顆方有一杯（240ml），100%柳橙汁含糖量每100毫升約9.4克與可樂的10.6克相去不遠。消費者經常低估果汁所含有的糖量。美國兒科學會在其2017年的指引提到，果汁缺蛋白質和纖維，大量飲用會營養不良，同時出現營養過剩和營養不足的現象，並引發其他疾病。:430

### 英國的添加糖定義
2018年6月，英格蘭公共衛生署決意採納近似世衛組織的定義，把徹底搗碎處理過的蔬果產品的糖列為游離糖。英國的游離糖為所有形式的添加糖、菜蔬果汁和果醬等組織已徹底破壞的類似產品的天然糖、所有含糖飲料（乳製品除外）、和所有加入食物的乳糖、半乳糖。故在英國，添加糖只是游離糖之一部分。其定義是所有加入食物的單糖和雙糖，此含蜂蜜、水果和糖漿中的天然糖。

### 印度的添加糖定義
2017年5月4日，印度食品安全和標準管理局的報告中採納近似世衛組織的游離糖定義，果汁和濃縮果汁列在游離糖。印度的添加糖則定義為任何在加工食品時添加的糖和糖漿，包含在游離糖定義之內，認為游離糖的大部分都是添加糖。:4但是在攝食量建議中，只提添加糖。:8、48報告中提及包裝果汁、可樂、碳酸飲料所含熱量為空有熱量應儘量避開，相對於包裝果汁應該優先攝取鮮蔬生果，宅中自備（prepared at home）的鮮果汁則可食無虞。:48

### 中國使用添加糖
按中國營養學會編寫的《中國居民膳食指南（2016年版）》，中國在攝入量建議上未以游離糖定義，而是採用添加糖一詞。其添加糖定義為食品製備和生產過程中加入的糖和糖漿。其中的糖定義為單糖、雙糖和糖醇的統稱。:2、8

### 其他國家
日本厚生勞動省在2005年、2010年、2015年在居民食物攝取基準內並無糖類攝取基準，間中本來提出要2020年時才會首次制訂出糖類攝取量基準，並提到過去並無嚴謹針對日本人糖類攝取量的科研、統計，因此缺乏數據制定基準。2020年1月，在該省每5年發佈一次的日本人食物攝取基準報告中，雖然承認糖分造成肥胖和齲齒，並引介聯合國衛生組織的游離糖定義和攝取量建議，但該報告以許多日本食品的食品標準成分表仍未能清楚標示糖類，且相關數據的收集時日尚淺，因此此次無法設置攝取標準。

## 含糖飲料與游離糖
在美國地區，含糖飲料尤其是蘇打飲料是添加糖最大的單一來源。1999－2000年時佔37.4%，2007－2008年時佔22.8%。
按美國地區2011年的報告，以1999－2000年和2007－2008年兩組比較，美國人有減少攝入添加糖的趨勢。該報告指出趨勢發生的具體原因不明，但是與蘇打飲料以及軟性飲料的消費量下降有很大關係。雖說在2000年代中期以前，美國全國性打擊汽水消費量的力道有限，但諸如公共利益科學中心等機構，在1990年代末已成功讓社會認識到含糖飲料消費量的上升趨勢對健康不利，這種認識推動了全國和地方的力量來打擊含糖飲料消費量。加利福尼亞州在2001年成為首個立法管制公共學校內含糖飲料的州。2005年時，全美國有34個州不同程度地做出類似限制。2006年，克林頓基金會與美國心臟協會成功使美國軟飲料產業協會及好幾家裝瓶飲料業者合作調降含糖飲料的校內販售量。前述美國軟飲料產業協會在2010年的獨立報告指出，比較2004－2005年和2009－2010年兩組數據，銷往校園的飲料熱量劇降了88%。
英格蘭公共衛生署在該國的游離糖定義內，認定乳製品以外的一切飲料內的糖都是游離糖。該署認為液狀食物比起固體食物缺乏飽腹感，極易使人攝食大量的糖分。印度、中國相關機構則呼籲減少消費含糖飲料。:48:9

## 標示效果
以游離糖或添加糖來引導公民或消費者辨識食物中的熱量，或許對於降低加工食品中的熱量有效。譬如美國農業部在2000年開始以添加糖一詞協助消費者辨別食品，2005年時雖然沒有提供攝取量標準，但是有呼籲減少攝取，2010年時建議應該佔每日總熱量的5至15%間。2000年代以降，美國人的添加糖攝取量下降。無論如何，美國人的攝取量依然超過建議的攝取量。